# كريمن
كرمن (بالألمانية: Kremmen) هي مدينة وبلدة ألمانية تقع في ألمانيا في
. يقدر عدد سكانها بـ 7,333 نسمة .